# Coupe d'Europe des vainqueurs de coupe masculine de handball 1986-1987
Navigation
Coupe des Coupes 1985-1986 Coupe des coupes 1987-1988
La Coupe d'Europe des vainqueurs de coupe masculine de handball 1986-1987 est la 12e édition de la Coupe d'Europe des vainqueurs de coupe masculine de handball.
Organisée par la Fédération internationale de handball (IHF), la compétition est ouverte à 23 clubs de handball d'associations membres de l'IHF. Ces clubs sont qualifiés en fonction de leurs résultats dans leur pays d'origine lors de la saison 1985-1986.
Elle est remportée par le club soviétique du CSKA Moscou, vainqueur en finale du club suisse du ZMC Amicitia Zurich.

## Résultats

### Premier tour
| Équipe 1              | Score    | Équipe 2                  | Aller | Retour |
| --------------------- | -------- | ------------------------- | ----- | ------ |
| Rapp Trondheim        | 29 – 49  | CSKA Moscou               | 15-21 | 14-28  |
| Kyndil Tórshavn       | 34 – 38  | HV Blauw-Wit              | 15-18 | 19-20  |
| UMF Stjarnan Garðabær | 82 – -12 | Birkenhead                | 36-3  | 46-9   |
| Helsingør IF          | 54 – 32  | Sparta Helsinki           | 21-16 | 33-16  |
| Kremikovtsi Sofia     | 41 – 37  | Ionikós de Néa Filadélfia | 23-15 | 18-22  |
| HC Berchem            | 30 – 31  | Fleuron Beyne             | 18-16 | 12-15  |
| HC Köflach            | 46 – 46* | USAM Nîmes                | 28-20 | 18-26  |

*L'USAM qualifié selon la règle du nombre de buts marqués à l'extérieur.

### Huitièmes de finale
Les résultats des huitièmes de finale sont :
| Équipe 1            | Score    | Équipe 2              | Aller | Retour |
| ------------------- | -------- | --------------------- | ----- | ------ |
| CSKA Moscou         | 55 – 39  | HK Drott Halmstad     | 26-18 | 29-21  |
| HV Blauw-Wit        | 28 – 44  | SC Leipzig            | 18-25 | 10-19  |
| RD Slovan Ljubljana | 39 – 35  | UMF Stjarnan Garðabær | 22-15 | 17-20  |
| Helsingør IF        | 36 – 36* | Tatra Kopřivnice      | 21-21 | 15-15  |
| Hapoël Ramat Gan    | 43 – 51  | Raba ETO Györ         | 25-32 | 18-19  |
| MTSV Schwabing      | 41 – 35  | Kremikovtsi Sofia     | 25-17 | 16-18  |
| Fleuron Beyne       | 41 – 51  | USAM Nîmes            | 23-25 | 18-26  |
| Tecnisan Alicante   | 38 – 38* | ZMC Amicitia Zurich   | 22-18 | 16-20  |

*Kopřivnice et Zurich qualifiés selon la règle du nombre de buts marqués à l'extérieur.

### Quarts de finale
| Équipe 1            | Score    | Équipe 2            | Aller | Retour |
| ------------------- | -------- | ------------------- | ----- | ------ |
| SC Leipzig          | 30 – 34  | CSKA Moscou         | 17-14 | 13-20  |
| RD Slovan Ljubljana | 40 – 36  | Tatra Kopřivnice    | 26-17 | 14-19  |
| Raba ETO Györ       | 38 – 38* | MTSV Schwabing      | 23-17 | 15-21  |
| USAM Nîmes          | 35 – 37  | ZMC Amicitia Zurich | 19-19 | 16-18  |

*MTSV Schwabing qualifié selon la règle du nombre de buts marqués à l'extérieur.

### Demi-finales
| Équipe 1            | Score   | Équipe 2            | Aller | Retour |
| ------------------- | ------- | ------------------- | ----- | ------ |
| RD Slovan Ljubljana | 33 – 48 | CSKA Moscou         | 19-22 | 14-26  |
| MTSV Schwabing      | 38 – 44 | ZMC Amicitia Zurich | 20-20 | 18-24  |

### Finale
| Équipe 1            | Score   | Équipe 2    | Aller | Retour |
| ------------------- | ------- | ----------- | ----- | ------ |
| ZMC Amicitia Zurich | 35 – 38 | CSKA Moscou | 18-16 | 17-22  |

#### Finale aller
| Samedi 2 mai 1987 14h30 | ZMC Amicitia Zurich | 18 – 16 | CSKA Moscou              | Saalsporthalle, Zurich Affluence : 3 000 Arbitrage : Jug, Jeglic |
| Samedi 2 mai 1987 14h30 | Martin Glaser (7)   | (8-9)   | Vladimir Manouilenko (6) | Saalsporthalle, Zurich Affluence : 3 000 Arbitrage : Jug, Jeglic |
| Samedi 2 mai 1987 14h30 | Todor66             |         |                          | Saalsporthalle, Zurich Affluence : 3 000 Arbitrage : Jug, Jeglic |

- ZMC Amicitia Zurich (18) : Remo Kessler – Roger Keller (3 dont 1 pen.), Martin Glaser (7), Jens Meyer (3), Jürgen Bätschmann, Marc Bär (2), Stefano Balmelli (1), Andreas Platz, René Barth, Roland Besek, Stefan Schärer (2). Entraîneur : Urs Brunner.
- CSKA Moscou (16) : Nicolaï Zhoukov, Pavel Soukossian – Igor Satsankov (3), Vladimir Manouilenko (6), Mikhaïl Vassiliev (2), Vadim Moursakov (1), Senkevitch, Alexandre Rimanov (1), Igor Zubjuk (en) (1), Iouri Zhitnikov (2 dont 2 pen.), Nicolaï Ermoline, Igor Vlaskine.

#### Finale retour
| Dimanche 10 mai 1987 16h00 | CSKA Moscou         | 22 – 17 | ZMC Amicitia Zurich | Complexe sportif du CSKA, Moscou Affluence : 1 900 Arbitrage : Broman, Blademo |
| Dimanche 10 mai 1987 16h00 | Iouri Zhitnikov (5) | (13-8)  | Roger Keller (8)    | Complexe sportif du CSKA, Moscou Affluence : 1 900 Arbitrage : Broman, Blademo |
| Dimanche 10 mai 1987 16h00 | Todor66             |         |                     | Complexe sportif du CSKA, Moscou Affluence : 1 900 Arbitrage : Broman, Blademo |

- CSKA Moscou (22) : Nicolaï Zhoukov, Pavel Soukossian – Igor Satsankov (3), Vladimir Manouilenko (4), Mikhaïl Vassiliev (3), Nicolaï Ermoline, Vadim Moursakov (3), Alexandre Rimanov (2), Igor Zubjuk (en) (2), Igor Vlaskine, Iouri Zhitnikov (5 dont 5 pen.)
- ZMC Amicitia Zurich (17) : Remo Kessler, Jürg Steger – Roger Keller (8 dont 4 pen.), Martin Glaser (2), Jens Meyer (2), Jürgen Bätschmann, Marc Bär, Stefano Balmelli, Martin Hotz (1), René Barth (1), Roland Besek (1), Stefan Schärer (2). Entraîneur : Urs Brunner.

Remarque : Talant Dujshebaev et Oleg Grebnev, bien qu'appartenant au CSKA Moscou, n'ont pas participé à la finale, peut-être parce qu'ils étaient encore trop jeunes à l'époque.
- (de) Cet article est partiellement ou en totalité issu de l’article de Wikipédia en allemand intitulé « Europapokal der Pokalsieger (Handball) 1986/87 » (voir la liste des auteurs).